# Emmanuel Benner
Pour les articles homonymes, voir Benner.
Ne pas confondre avec le peintre Emmanuel Michel Benner dit Many Benner (1873-1965).
Emmanuel Benner, né le 28 mars 1836 à Mulhouse (Haut-Rhin) et mort le 24 septembre 1896 à Nantes (Loire-Atlantique), est un peintre français.

## Biographie

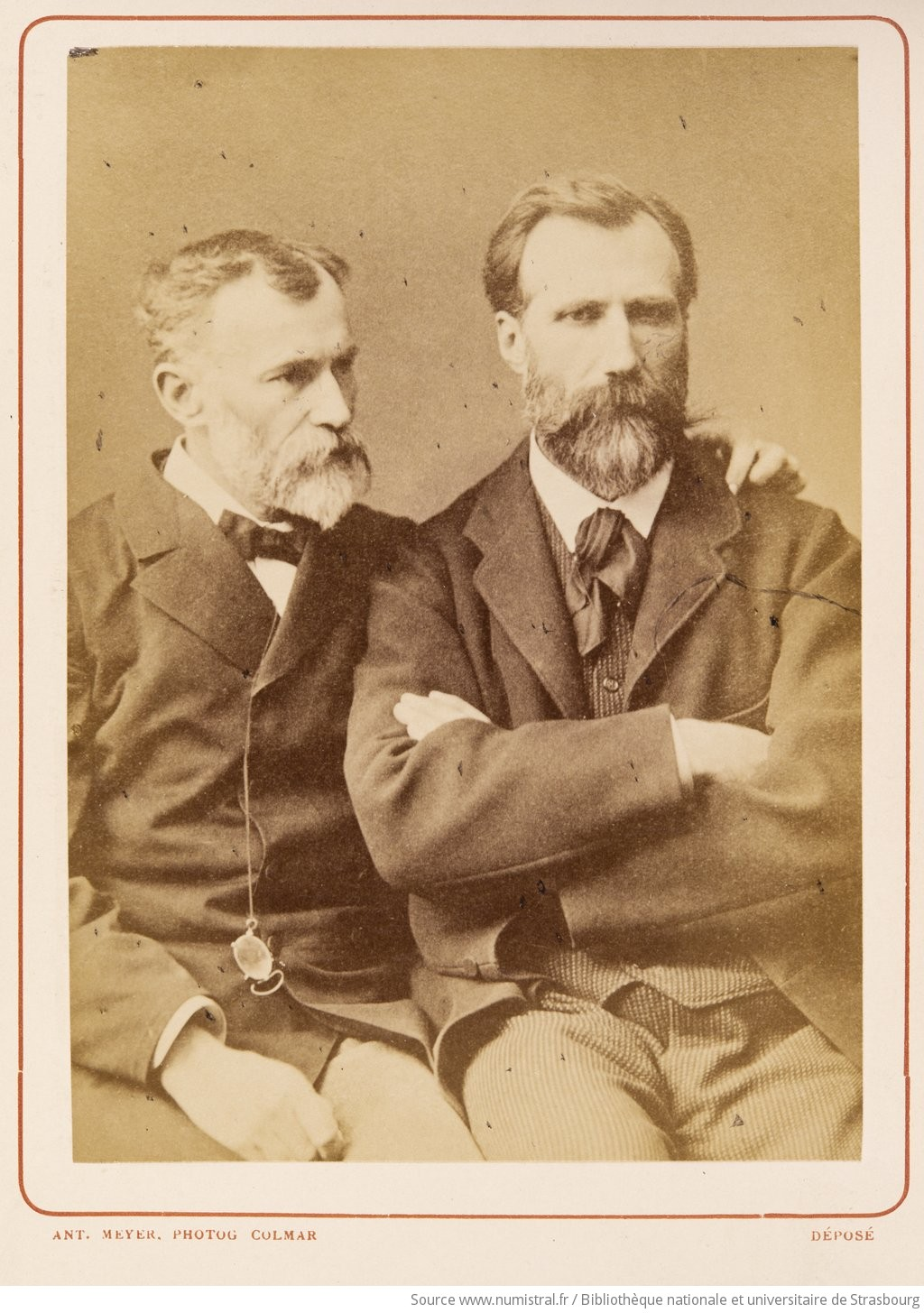
Emmanuel et Jean Benner

Emmanuel Benner est le fils de Jean Benner-Fries, lui-même issu d'un père dessinateur industriel, et d'une mère appartenant à une famille de peintres. Son frère jumeau, Jean Benner, a aussi été peintre, de même que le fils de ce dernier (donc son neveu), Emmanuel Michel Benner qui signera ses toiles Many Benner pour éviter toute confusion avec son oncle.
On ne lui connaît pas de descendance, il est resté célibataire.
Portraitiste, peintre de nus féminins, il a en outre peint beaucoup de paysages dans lesquels les environnements boisés ont une grande importance, des thèmes orientalistes également sont retrouvés dans son œuvre. Il fréquenta certains peintres impressionnistes dont Degas, qui a peint la sœur des deux frères jumeaux, Elisabeth Benner de Rutté.
Emmanuel et Jean Benner ont été des collaborateurs du céramiste Théodore Deck. Ils ont ainsi décoré assiettes et plats. En particulier Emmanuel Benner est à l'origine du décor d'hirondelles sur un fil, motif repris par la suite par un autre collaborateur de Deck, Ernest Carrière. Ce motif aurait valu à Deck une médaille d'argent lors de l'exposition universelle de Vienne. On peut admirer des exemplaires de décors sur plats au musée Théodore Deck de Guebwiller.
Il contracte une maladie infectieuse au cours d'un voyage d'études en famille en Bretagne et s'éteint à Nantes en 1896.
Il est inhumé au cimetière du Père-Lachaise (64e division).

## Œuvres dans les collections publiques
France
Colmar, Musée Unterlinden :
- L'Alerte ou Une famille à l'âge de pierre[2]

Paris, musée d'Orsay
- Saint-Jérôme[3]

Paris, Musée Jean-Jacques Henner
- Paysage[4]

Nemours, Château-Musée :
- Dans la bruyère[5]

- Nu au bord de la mer

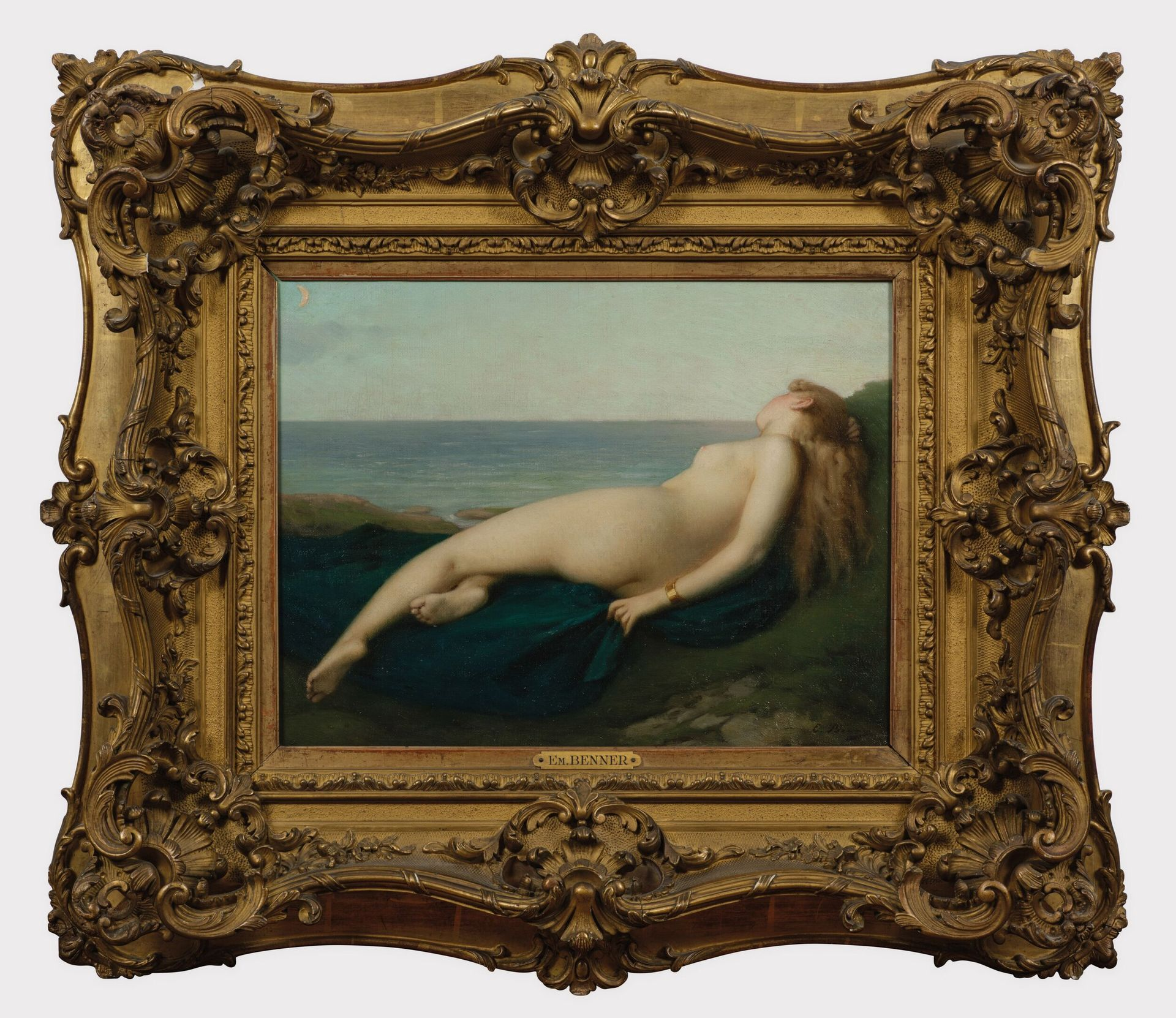
Nu au bord de la mer, huile sur toile. Nemours, Château-Musée

Remiremont, Musée Charles de Bruyères
- Cour de Mosquée[2]

Strasbourg, Musée d'art moderne et contemporain
- Marie-Madeleine au désert (1886)[6]
- Bouquet de chrysanthèmes [7]

## Visuels

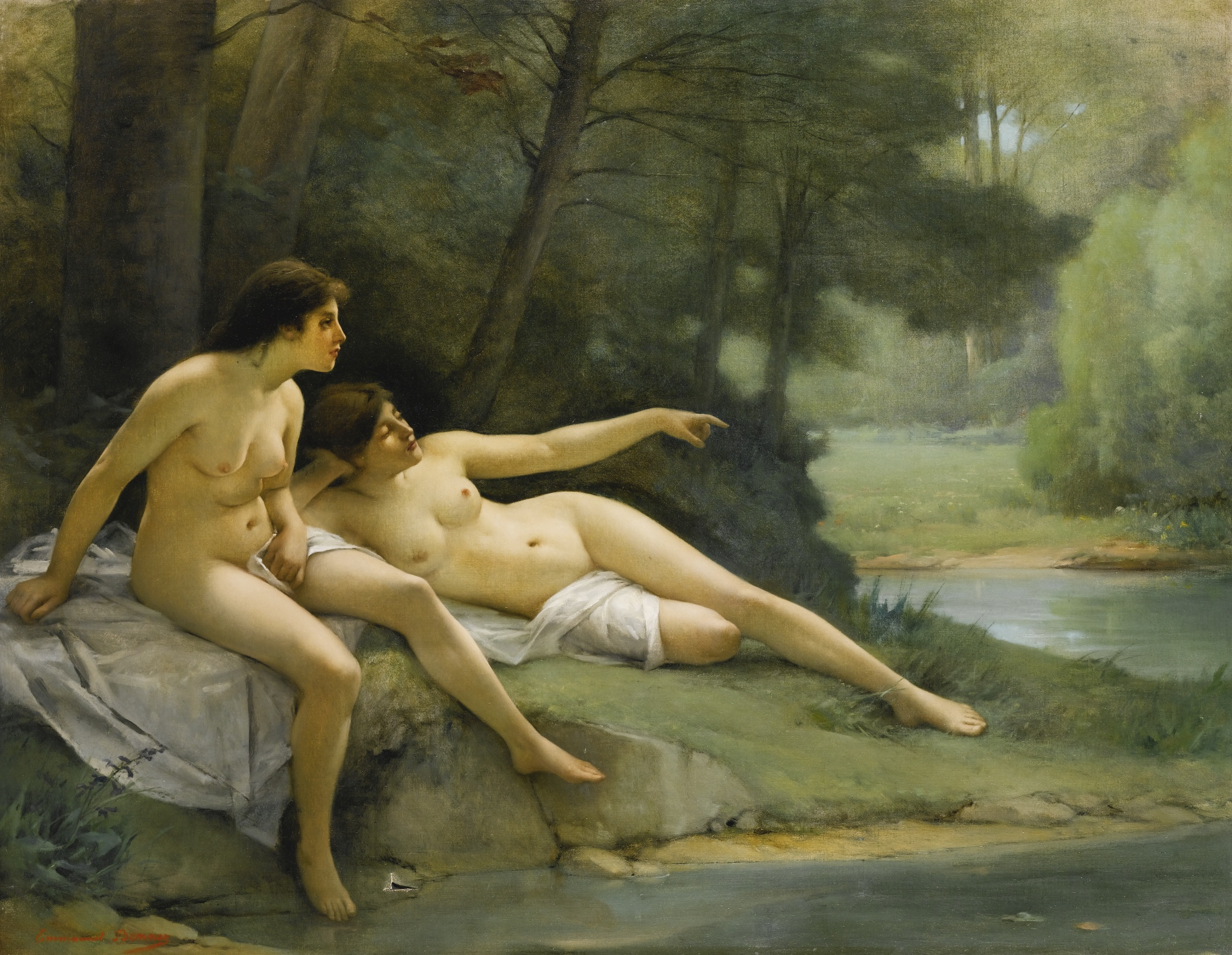
Nus au bois (sans date), collection particulière
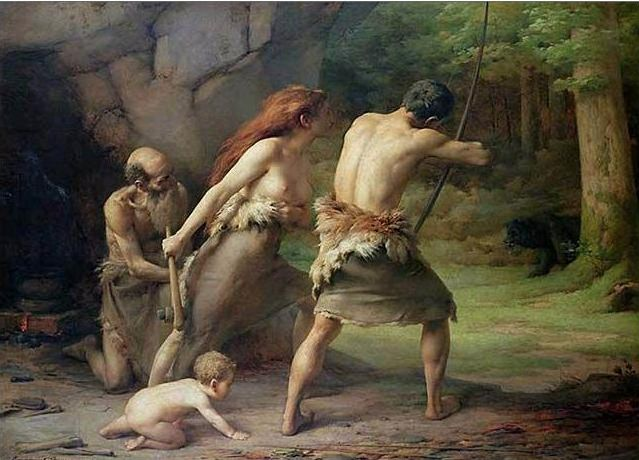
L'alerte, Musée Unterlinden, Colmar.
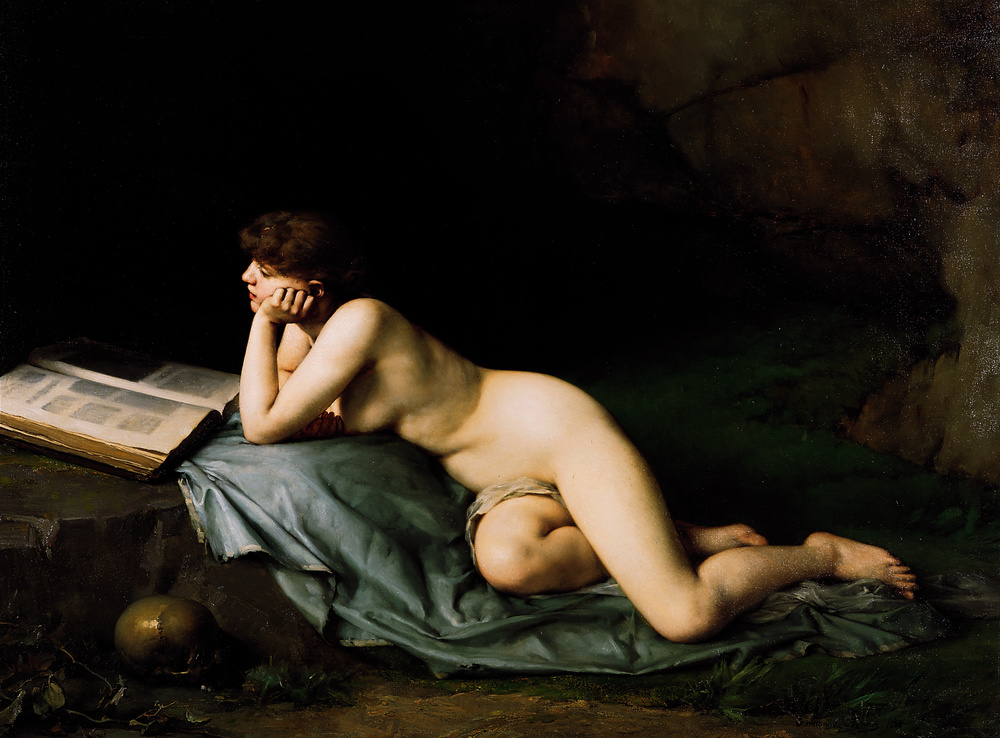
Marie-Madeleine au désert (1886), Musée d'art moderne et contemporain de Strasbourg.
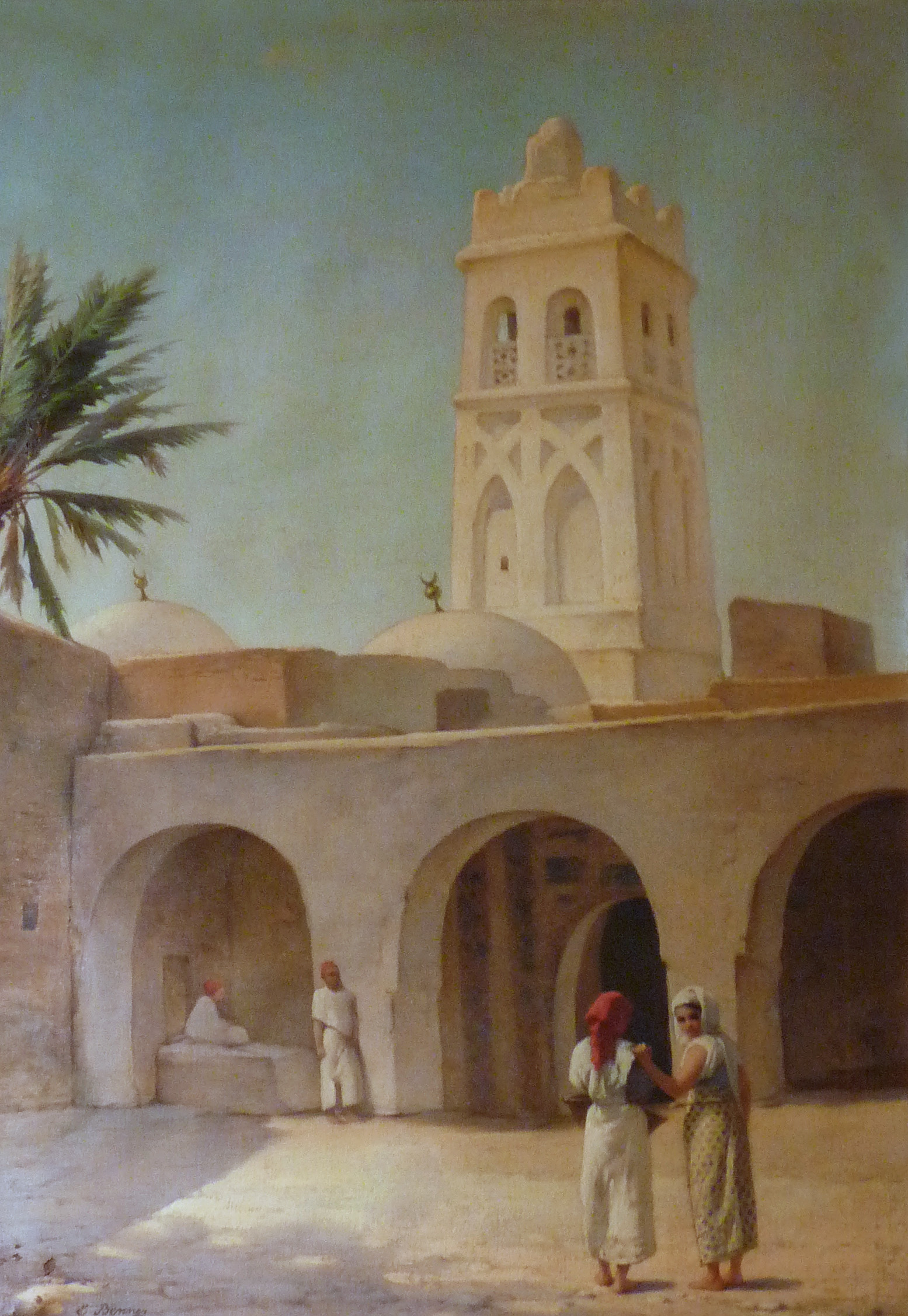
Cour de Mosquée, Musée Charles de Bruyères, Remiremont.
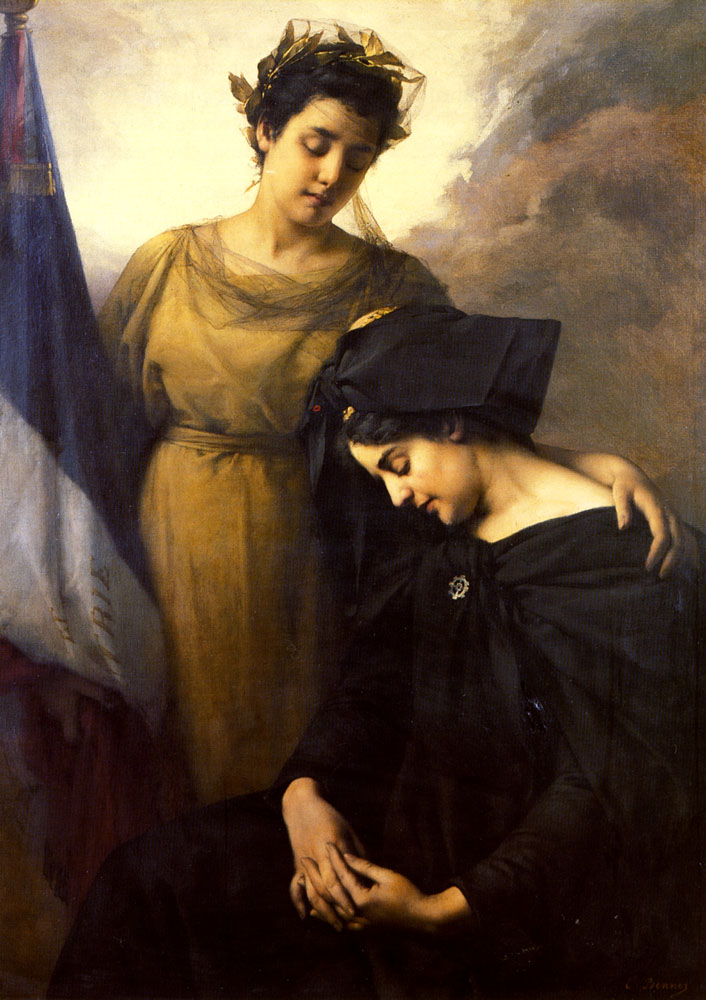
La perte de l'Alsace-Lorraine (1895), collection particulière